# BlackRock
BlackRock, Inc. (posluje kao BLK) američka je međunarodna investicijska tvrtka sa sjedištem u New Yorku. Osnovan 1988. godine, isprva kao upravitelj institucionalnom imovinom za upravljanje rizikom poduzeća i fiksnim prihodom, BlackRock je najveći svjetski upravitelj imovinom, s imovinom pod upravljanjem od 9,42 bilijuna američkih dolara do 30. lipnja 2023.
BlackRock posluje sa 70 ureda u 30 zemalja i klijentima u 100 zemalja. BlackRock je upravitelj grupe fondova iShares kojima se trguje na burzi, a uz The Vanguard Group i State Street Corporation, smatra se jednim od triju velikih upravitelja indeksnih fondova. Njegov software „Aladdin” prati investicijske portfelje za mnoge velike financijske institucije, a njegov odjel „BlackRock Solutions” pruža usluge upravljanja financijskim rizicima. BlackRock je svrstan na 184. mjesto Fortuneova popisa 500 najvećih američkih korporacija po prihodu.
BlackRock se nastojao pozicionirati kao predvodnik u industriji ekološkog, društvenog i korporativnog upravljanja (ESG). Neki su ga kritizirali zbog ulaganja u tvrtke koje se bave fosilnim gorivima, industrijom oružja, Narodnooslobodilačkom armijom Kine i kršenjem ljudskih prava u Kini i potporom izraelske vojske.[nedostaje izvor] Drugi su pomno promatrali BlackRock zbog njegovih nastojanja da smanji svoja ulaganja u tvrtke koje su optužene za doprinos klimatskim promjenama i oružanom nasilju te njegovo promicanje rodne raznolikosti; američke države Zapadna Virginia, Florida i Louisiana uskratile su novac ili su odbile poslovati s tvrtkom zbog njezine politike ESG-a.[nedostaje izvor] Tvrtka se također suočila s kritikama zbog svojih bliskih veza s Federalnim rezervama tijekom pandemije COVID-19.[nedostaje izvor]